# 西原圭大
西原 圭大（にしはら けいた、1988年9月29日 - ）は、愛媛県今治市出身の元プロ野球選手（投手）。

## 経歴

### プロ入り前
愛媛県立今治北高校時代には、2年の秋にエースとして四国大会で準優勝。3年春の第78回選抜高等学校野球大会出場を果たす。3年夏は愛媛大会の決勝戦で熊代聖人らを擁する愛媛県立今治西高校に敗れた。
高校卒業後に関西外国語大学へ進学すると、硬式野球部へ入部。1年春から、阪神大学野球のリーグ戦で登板した。在学中には、リーグ戦で通算53試合に登板したが、9勝25敗という成績に終わった。松下一郎とバッテリーを組んだ。
大学卒業後にニチダイへ入社すると、硬式野球部へ所属。チームの都市対抗初勝利に貢献した。
2013年のプロ野球ドラフト会議で、広島東洋カープから4巡目で指名。契約金5,000万円、年俸800万円（金額は推定）という条件で入団した。背番号は48。なお、ニチダイ在籍中の同年5月に結婚。広島からの指名の直前に、第1子（長男）を授かっている。

### 広島時代
2014年には、新人ながら開幕一軍登録を果たすと、3月29日の対中日ドラゴンズ戦（ナゴヤドーム）9回裏に4番手投手として一軍にデビュー。シーズン通算では、一軍公式戦11試合に登板した。
2015年には、一軍公式戦3試合に登板。通算の投球回数が2回1/3イニングにとどまったものの、無失点でシーズンを終えた。
2016年には、一軍公式戦2試合に登板したが、10月23日に球団から戦力外通告を受けた。12月2日、自由契約公示された。

### 広島退団後
NPB他球団での現役続行を希望していることから、2016年11月12日には、阪神甲子園球場で開催の12球団合同トライアウトに参加したが、NPB球団からは声はかからなかった。
2017年1月から、古巣のニチダイに所属しプレーしている。その後は選手兼任を経て専任のコーチとして、後身の育成・指導に当たっている。

## 選手としての特徴・人物
サイド気味のスリークォーターからの打たせて取る粘り強い投球が持ち味。広島への入団交渉を担当した鞘師智也スカウトによると、「投球のスタイルが館山昌平（東京ヤクルトスワローズ）に近いので、『即戦力の中継ぎ候補』として球団に推薦した」という。
ストレートの最速は146km/h、持ち球はスライダー、カットボール、ツーシーム。

## 詳細情報

### 年度別投手成績
| 年 度     | 球 団     | 登 板 | 先 発 | 完 投 | 完 封 | 無 四 球 | 勝 利 | 敗 戦 | セ 丨 ブ | ホ 丨 ル ド | 勝 率 | 打 者 | 投 球 回 | 被 安 打 | 被 本 塁 打 | 与 四 球 | 敬 遠 | 与 死 球 | 奪 三 振 | 暴 投 | ボ 丨 ク | 失 点 | 自 責 点 | 防 御 率 | W H I P |
| --------- | --------- | ----- | ----- | ----- | ----- | -------- | ----- | ----- | -------- | ----------- | ----- | ----- | -------- | -------- | ----------- | -------- | ----- | -------- | -------- | ----- | -------- | ----- | -------- | -------- | ------- |
| 2014      | 広島      | 11    | 0     | 0     | 0     | 0        | 0     | 0     | 0        | 0           | ---   | 79    | 16.1     | 23       | 2           | 5        | 0     | 2        | 13       | 0     | 0        | 14    | 12       | 6.61     | 1.71    |
| 2015      | 広島      | 3     | 0     | 0     | 0     | 0        | 0     | 0     | 0        | 0           | ---   | 11    | 2.1      | 3        | 0           | 0        | 0     | 1        | 3        | 0     | 0        | 0     | 0        | 0.00     | 1.29    |
| 2016      | 広島      | 2     | 0     | 0     | 0     | 0        | 0     | 0     | 0        | 0           | ---   | 27    | 5.0      | 12       | 1           | 1        | 0     | 0        | 2        | 0     | 0        | 7     | 7        | 12.60    | 2.60    |
| 通算：3年 | 通算：3年 | 16    | 0     | 0     | 0     | 0        | 0     | 0     | 0        | 0           | ---   | 117   | 23.2     | 38       | 3           | 6        | 0     | 3        | 18       | 0     | 0        | 21    | 19       | 7.23     | 1.86    |

### 記録
- 初登板：2014年3月29日、対中日ドラゴンズ2回戦（ナゴヤドーム）、9回裏に4番手で救援登板、1回無失点 [9]
- 初奪三振：2014年4月12日、対中日ドラゴンズ5回戦（MAZDA Zoom-Zoom スタジアム広島）、9回表にエクトル・ルナから見逃し三振

### 背番号
- 48 （2014年 - 2016年）